# Ostrov (okres Havlíčkův Brod)
Ostrov (německy Wostrow) je obec v okrese Havlíčkův Brod v Kraji Vysočina. Žije v ní 165 obyvatel.

## Historie
První písemná zmínka o vesnici pochází z roku 1408.
Roku 1545 si vesnici nechala do zemských desek zapsat Markéta Ledecká z Říčan jako součást ledečského panství.

## Obyvatelstvo
| Rok            | 1869 | 1880 | 1890 | 1900 | 1910 | 1921 | 1930 | 1950 | 1961 | 1970 | 1980 | 1991 | 2001 | 2011 | 2021 |
| -------------- | ---- | ---- | ---- | ---- | ---- | ---- | ---- | ---- | ---- | ---- | ---- | ---- | ---- | ---- | ---- |
| Počet obyvatel | 180  | 178  | 193  | 186  | 199  | 189  | 136  | 99   | 109  | 101  | 102  | 107  | 115  | 115  | 146  |
| Počet domů     | 24   | 24   | 24   | 25   | 25   | 25   | 25   | 29   | 28   | 28   | 28   | 39   | 40   | 44   | 55   |